# Toxorhina ochreata
Toxorhina ochreata är en tvåvingeart som beskrevs av Edwards 1931. Toxorhina ochreata ingår i släktet Toxorhina och familjen småharkrankar. Inga underarter finns listade i Catalogue of Life.